# Gran Premio del Giappone 1991
Il Gran Premio del Giappone 1991 è stato un Gran Premio di Formula 1 disputato il 20 ottobre 1991 sul circuito di Suzuka. La gara è stata vinta da Gerhard Berger su McLaren.

## Prima della gara
- La gara è decisiva per l'assegnazione del campionato piloti: Mansell, secondo in classifica con 16 punti di svantaggio dal primo, Senna, deve assolutamente vincere per tenere aperta la sfida fino all'ultima gara, da disputarsi in Australia, mentre al brasiliano basta un secondo posto per conquistare il terzo titolo mondiale in carriera.
- La Leyton House sostituisce Ivan Capelli con il giovane austriaco Karl Wendlinger.
- Johnny Herbert torna alla guida della Lotus dopo aver saltato alcune gare per concomitanti impegni nel campionato di Formula 3000 giapponese.
- La AGS, rimasta senza fondi, rinuncia alla trasferta in Giappone ed Australia.
- La Coloni assume il giapponese Naoki Hattori.

## Qualifiche
Durante le qualifiche diversi piloti (tra cui Schumacher ed Alesi) hanno dei violenti incidenti, da cui escono illesi; non è così fortunato Éric Bernard, che si rompe una caviglia e deve rinunciare a questa gara e alla successiva.
La McLaren domina le qualifiche, con Berger che conquista la pole position davanti al compagno di squadra Senna; terzo tempo per Mansell, che precede Prost, Patrese, Alesi, Martini, Morbidelli, Schumacher e Piquet.

### Classifica
| Pos                        | No | Pilota             | Costruttore               | Tempo       | Distacco |
| -------------------------- | -- | ------------------ | ------------------------- | ----------- | -------- |
| 1                          | 2  | Gerhard Berger     | McLaren - Honda           | 1:34.700    | -        |
| 2                          | 1  | Ayrton Senna       | McLaren - Honda           | 1:34.898    | +0.198   |
| 3                          | 5  | Nigel Mansell      | Williams - Renault        | 1:34.922    | +0.222   |
| 4                          | 27 | Alain Prost        | Ferrari                   | 1:36.670    | +1.970   |
| 5                          | 6  | Riccardo Patrese   | Williams - Renault        | 1:36.882    | +2.182   |
| 6                          | 28 | Jean Alesi         | Ferrari                   | 1:37.140    | +2.440   |
| 7                          | 23 | Pierluigi Martini  | Minardi - Ferrari         | 1:38.154    | +3.454   |
| 8                          | 24 | Gianni Morbidelli  | Minardi - Ferrari         | 1:38.248    | +3.548   |
| 9                          | 19 | Michael Schumacher | Benetton - Ford           | 1:38.363    | +3.663   |
| 10                         | 20 | Nelson Piquet      | Benetton - Ford           | 1:38.614    | +3.914   |
| 11                         | 33 | Andrea De Cesaris  | Jordan - Ford             | 1:38.842    | +4.142   |
| 12                         | 22 | Jyrki Järvilehto   | Scuderia Italia - Judd    | 1:38.911    | +4.211   |
| 13                         | 32 | Alessandro Zanardi | Jordan - Ford             | 1:38.923    | +4.223   |
| 14                         | 4  | Stefano Modena     | Tyrrell - Honda           | 1:38.926    | +4.226   |
| 15                         | 3  | Satoru Nakajima    | Tyrrell - Honda           | 1:39.118    | +4.418   |
| 16                         | 21 | Emanuele Pirro     | Scuderia Italia - Judd    | 1:39.238    | +4.538   |
| 17                         | 25 | Thierry Boutsen    | Ligier - Lamborghini      | 1:39.499    | +4.799   |
| 18                         | 15 | Maurício Gugelmin  | Leyton House - Ilmor      | 1:39.518    | +4.818   |
| 19                         | 7  | Martin Brundle     | Brabham - Yamaha          | 1:39.697    | +4.997   |
| 20                         | 26 | Érik Comas         | Ligier - Lamborghini      | 1:39.820    | +5.120   |
| 21                         | 11 | Mika Häkkinen      | Lotus - Judd              | 1:40.024    | +5.324   |
| 22                         | 16 | Karl Wendlinger    | Leyton House - Ilmor      | 1:40.092    | +5.392   |
| 23                         | 12 | Johnny Herbert     | Lotus - Judd              | 1:40.170    | +5.470   |
| 24                         | 14 | Gabriele Tarquini  | Fondmetal - Ford          | 1:40.184    | +5.484   |
| 25                         | 30 | Aguri Suzuki       | Larrousse - Ford          | 1:40.255    | +5.555   |
| 26                         | 10 | Alex Caffi         | Footwork - Ford           | 1:40.402    | +5.702   |
| Vetture non qualificate    |    |                    |                           |             |          |
| NQ                         | 9  | Michele Alboreto   | Footwork - Ford           | 1:40.844    | +6.144   |
| NQ                         | 34 | Nicola Larini      | Modena Team - Lamborghini | 1:42.492    | +7.792   |
| NQ                         | 35 | Eric van de Poele  | Modena Team - Lamborghini | 1:42.724    | +8.024   |
| NQ                         | 29 | Éric Bernard       | Larrousse - Ford          | Senza tempo |          |
| Vetture non prequalificate |    |                    |                           |             |          |
| NPQ                        | 8  | Mark Blundell      | Brabham - Yamaha          | 1:44.004    | +9.304   |
| NPQ                        | 31 | Naoki Hattori      | Coloni - Ford             | 2:00.035    | +25.335  |

## Gara
Al via Berger e Senna scattano bene, mantenendo la testa della corsa davanti a Mansell; alle loro spalle, Alesi si ritira già nel corso del primo giro per la rottura del motore. Nel corso del 2º passaggio De Cesaris, in testa ad un gruppetto di vetture, esce di pista, coinvolgendo in questo incidente diversi altri piloti; oltre all'italiano della Jordan si ritirano Wendlinger, Pirro e Lehto.
In testa alla corsa Berger si invola al comando, mentre Senna è tallonato da Mansell; tuttavia al 10º giro il pilota inglese esce di pista dopo un errore alla prima curva, dovendosi ritirare. Senna è così matematicamente campione del mondo per la terza volta; i due piloti della McLaren conducono tutta la gara, con Senna che all'ultima curva fa passare il compagno di squadra, lasciandogli la vittoria. Berger vince quindi davanti a Senna, Patrese, Prost, Brundle (che porta alla Brabham gli ultimi punti della sua storia) e Modena.

### Classifica
| Pos      | No | Pilota             | Costruttore               | Giri | Tempo/Ritiro                  | Partenza | Punti |
| -------- | -- | ------------------ | ------------------------- | ---- | ----------------------------- | -------- | ----- |
| 1        | 2  | Gerhard Berger     | McLaren - Honda           | 53   | 1:32:10.695                   | 1        | 10    |
| 2        | 1  | Ayrton Senna       | McLaren - Honda           | 53   | + 0.344                       | 2        | 6     |
| 3        | 6  | Riccardo Patrese   | Williams - Renault        | 53   | + 56.731                      | 5        | 4     |
| 4        | 27 | Alain Prost        | Ferrari                   | 53   | + 1:20.761                    | 4        | 3     |
| 5        | 7  | Martin Brundle     | Brabham - Yamaha          | 52   | + 1 giro                      | 19       | 2     |
| 6        | 4  | Stefano Modena     | Tyrrell - Honda           | 52   | + 1 giro                      | 14       | 1     |
| 7        | 20 | Nelson Piquet      | Benetton - Ford           | 52   | + 1 giro                      | 10       |       |
| 8        | 15 | Maurício Gugelmin  | Leyton House - Ilmor      | 52   | + 1 giro                      | 18       |       |
| 9        | 25 | Thierry Boutsen    | Ligier - Lamborghini      | 52   | + 1 giro                      | 17       |       |
| 10       | 10 | Alex Caffi         | Footwork - Ford           | 51   | + 2 giri                      | 26       |       |
| 11       | 14 | Gabriele Tarquini  | Fondmetal - Ford          | 50   | + 3 giri                      | 24       |       |
| Ritirato | 26 | Érik Comas         | Ligier - Lamborghini      | 41   | Problemi all'alternatore      | 20       |       |
| Ritirato | 23 | Pierluigi Martini  | Minardi - Ferrari         | 39   | Problema elettrico            | 7        |       |
| Ritirato | 19 | Michael Schumacher | Benetton - Ford           | 34   | Rottura del motore            | 9        |       |
| Ritirato | 12 | Johnny Herbert     | Lotus - Judd              | 31   | Rottura del motore            | 23       |       |
| Ritirato | 3  | Satoru Nakajima    | Tyrrell - Honda           | 30   | Testacoda                     | 15       |       |
| Ritirato | 30 | Aguri Suzuki       | Larrousse - Ford          | 26   | Problemi al motore            | 25       |       |
| Ritirato | 24 | Gianni Morbidelli  | Minardi - Ferrari         | 15   | Perdita della ruota anteriore | 8        |       |
| Ritirato | 5  | Nigel Mansell      | Williams - Renault        | 9    | Testacoda                     | 3        |       |
| Ritirato | 32 | Alessandro Zanardi | Jordan - Ford             | 7    | Problemi al cambio            | 13       |       |
| Ritirato | 11 | Mika Häkkinen      | Lotus - Judd              | 4    | Rottura del motore            | 21       |       |
| Ritirato | 33 | Andrea De Cesaris  | Jordan - Ford             | 1    | Incidente                     | 11       |       |
| Ritirato | 22 | Jyrki Järvilehto   | Scuderia Italia - Judd    | 1    | Incidente                     | 12       |       |
| Ritirato | 21 | Emanuele Pirro     | Scuderia Italia - Judd    | 1    | Incidente                     | 16       |       |
| Ritirato | 16 | Karl Wendlinger    | Leyton House - Ilmor      | 1    | Incidente                     | 22       |       |
| Ritirato | 28 | Jean Alesi         | Ferrari                   | 0    | Rottura del motore            | 6        |       |
| NQ       | 9  | Michele Alboreto   | Footwork - Ford           |      |                               |          |       |
| NQ       | 34 | Nicola Larini      | Modena Team - Lamborghini |      |                               |          |       |
| NQ       | 35 | Eric van de Poele  | Modena Team - Lamborghini |      |                               |          |       |
| NQ       | 29 | Éric Bernard       | Larrousse - Ford          |      |                               |          |       |
| NPQ      | 8  | Mark Blundell      | Brabham - Yamaha          |      |                               |          |       |
| NPQ      | 31 | Naoki Hattori      | Coloni - Ford             |      |                               |          |       |

## Classifiche

### Piloti
| Pos. | Pilota             | Punti |
| ---- | ------------------ | ----- |
| 1    | Ayrton Senna       | 91    |
| 2    | Nigel Mansell      | 69    |
| 3    | Riccardo Patrese   | 52    |
| 4    | Gerhard Berger     | 41    |
| 5    | Alain Prost        | 34    |
| 6    | Nelson Piquet      | 25    |
| 7    | Jean Alesi         | 21    |
| 8    | Stefano Modena     | 10    |
| 9    | Andrea De Cesaris  | 9     |
| 10   | Roberto Moreno     | 8     |
| 11   | Pierluigi Martini  | 6     |
| 12   | Jyrki Järvilehto   | 4     |
| 13   | Bertrand Gachot    | 4     |
| 14   | Michael Schumacher | 4     |
| 15   | Satoru Nakajima    | 2     |
| 16   | Mika Häkkinen      | 2     |
| 17   | Martin Brundle     | 2     |
| 18   | Aguri Suzuki       | 1     |
| 19   | Julian Bailey      | 1     |
| 20   | Emanuele Pirro     | 1     |
| 21   | Éric Bernard       | 1     |
| 22   | Ivan Capelli       | 1     |
| 23   | Mark Blundell      | 1     |

### Costruttori
| Pos. | Team                   | Punti |
| ---- | ---------------------- | ----- |
| 1    | McLaren - Honda        | 132   |
| 2    | Williams - Renault     | 121   |
| 3    | Ferrari                | 55    |
| 4    | Benetton - Ford        | 37    |
| 5    | Jordan - Ford          | 13    |
| 6    | Tyrrell - Honda        | 12    |
| 7    | Minardi - Ferrari      | 6     |
| 8    | Scuderia Italia - Judd | 5     |
| 9    | Lotus - Judd           | 3     |
| 10   | Brabham - Yamaha       | 3     |
| 11   | Larrousse - Ford       | 2     |
| 12   | Leyton House - Ilmor   | 1     |

## Statistiche
- Ultimo arrivo a punti per la Brabham.